# Solberga, Skurups kommun
Solberga är kyrkby i Solberga socken i Skurups kommun, Skåne, belägen norr om Skivarp och söder om Rydsgård.
I byn ligger Solberga kyrka. 